# Praxelis asperulacea
Praxelis asperulacea là một loài thực vật có hoa trong họ Cúc. Loài này được (Baker) R.M.K ing & H.R ob. miêu tả khoa học đầu tiên năm 1970.